# Chiesa di Santa Marta (Tarascona)
La chiesa collegiale reale di Santa Marta è una chiesa cattolica francese di Tarascona nel dipartimento di Bouches-du-Rhône, regione di Provenza-Alpi-Costa Azzurra.

## Storia
La chiesa venne costruita tra l'XI e il XII secolo in onore di Marta di Betania, venuta dalla Palestina con le Tre Marie e che compì, secondo la leggenda, il miracolo di domare la Tarasca, un mostro che terrorizzava la popolazione di Tarascona.
La chiesa venne consacrata il 1º giugno 1197 da Imbert d'Eyguières, arcivescovo di Arles, coadiuvato da Rostaing de Marguerite, vescovo di Avignone.
Ricostruita nel XIV secolo, rimaneggiata nel XV e nel XVII, subì nel 1944 danni a causa della seconda guerra mondiale e dovette quindi essere ancora restaurata.
Il santuario, la cui cripta contiene la tomba di santa Marta di Betania, fu elevata al titolo di collegiale nel 1482. Nel 1840 fu dichiarata Monumento storico di Francia.

## Architettura

### Il portale
Come numerosi edifici importanti dell'arte romanica provenzale, la chiesa di Santa Marta di Tarascona presenta una decorazione ispirata all'antichità, in particolare al livello del portale meridionale e della falsa galleria che lo sovrasta:
- portale del XII secolo:
  - fregi "a uovo" sull'archivolto del portale
  - trabeazione classica sovrastante i capitelli del portale, con fregi di foglie d'acanto
- falsa galleria sovrastante il portale:
  - pilastri scanalati, colonne a sezione tonda o poligonale, capitelli a foglie d'acanto
  - trabeazione classica con fregi di foglie d'acanto
  - rosoni sotto la galleria

La falsa galleria è sostenuta da modiglioni tipicamente romani, ornati di aquile e di teste d'asino e di montone. Alle sue estremità, essa è sostenuta da due eleganti colonnette supportate da teste di bovini.

### La cripta
La cripta, rimaneggiata nel XVII secolo, contiene un altare pre-romano oltre al mausoleo di Santa Marta. Numerosi membri della corte degli Angiò si fecero tumulare nella chiesa: tra questi il comandante del castello sotto Luigi III d'Angiò e poi sotto Renato d'Angiò, Guillaume Crespin, e il siniscalco di Provenza Jean Cossa.

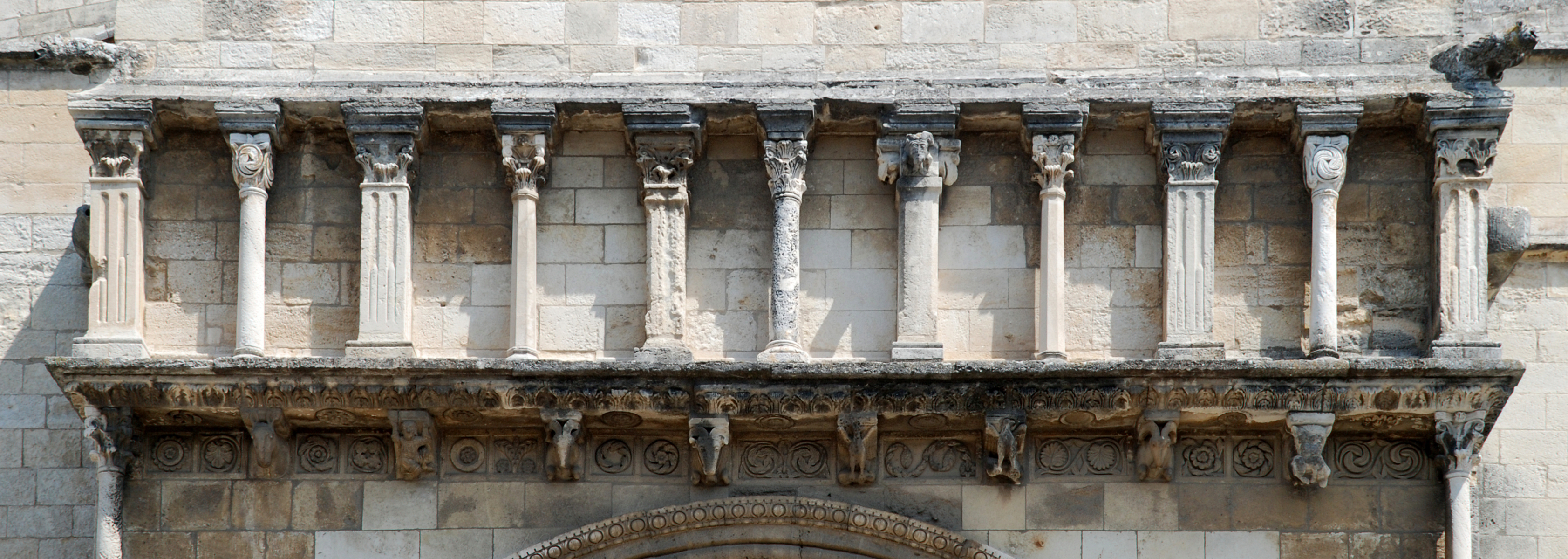
La falsa galleria sovrastante il portale meridionale

|  |  |  |

## L'organo Boisselin-Moitessier

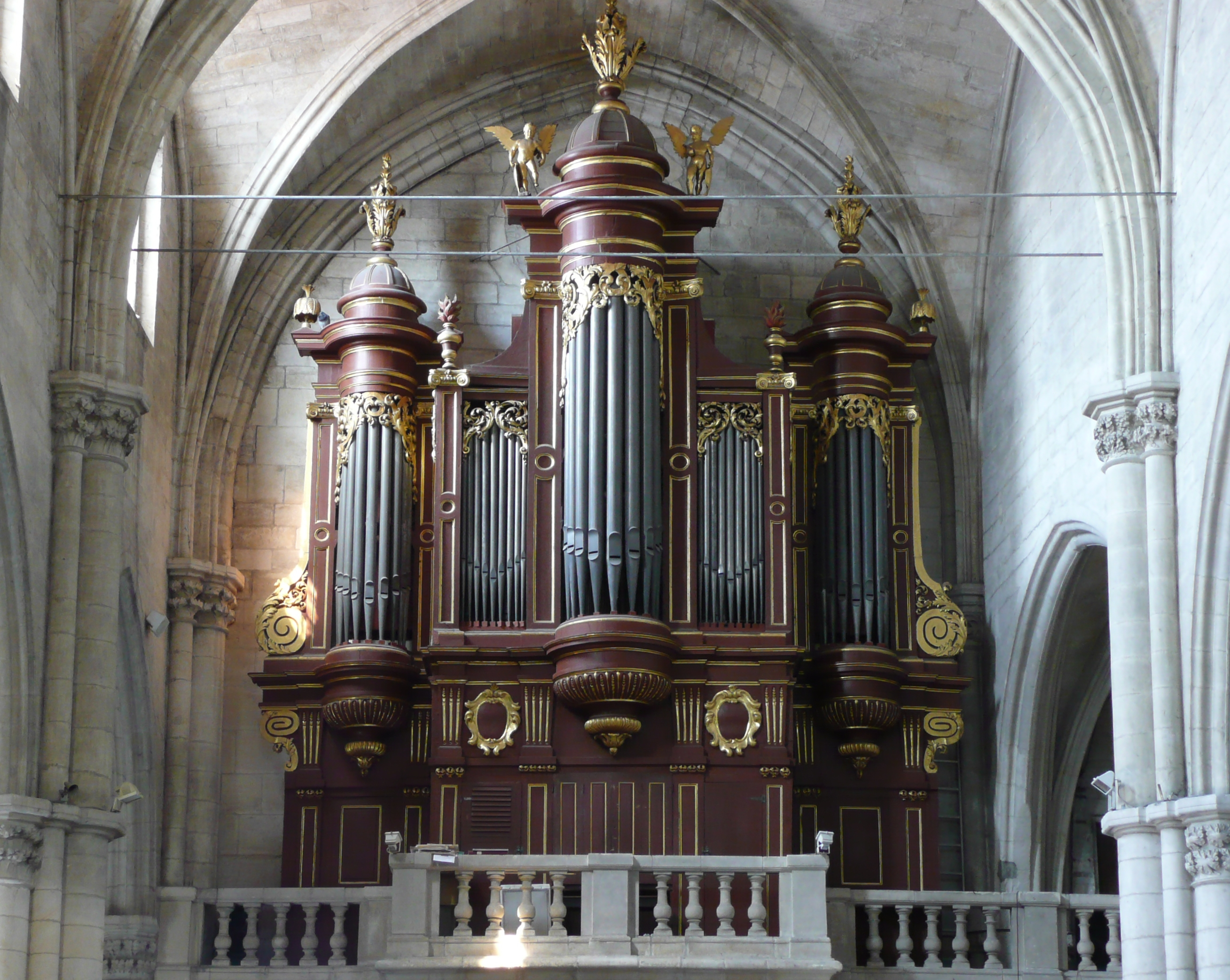
L'organo Boisselin-Moitessier

L'organo Boisselin-Moitessier della collegiale reale di Santa Marta di Tarascona ha visto se succedersi i più grandi fabbricanti d'organi provenzali: Marchand, Boisselin, gli Isnard, Moitessier.
Il suo buffet è uno dei più bei buffet Luigi XIV di Provenza e il solo buffet policromo conosciuto del fabbricante di organi Charles Boisselin.
Esso è classificato Monumento storico a titolo di immobile per destinazione, dal 1840.

## Fonte
- Jean-Michel Sanchez (testo) e Olivier Placet (fotografie), Orgues, le chœur des Anges, Le Bec en l'Air, ISBN 2-916073-01-9